# Otto Huth
Otto Huth (* 9. Mai 1906 in Bonn; † 1998) war ein deutscher Religionswissenschaftler und Mitglied des SS-Ahnenerbes.

## Leben
Huth war der Sohn eines Nervenarztes in Bonn. Er studierte ab 1925 in Bonn evangelische Theologie (sowie 1927 in Kiel und 1929 in Marburg für je ein Sommersemester) und wurde 1932 bei Carl Clemen in Bonn in allgemeiner Religionswissenschaft promoviert (Janus. Ein Beitrag zur altrömischen Religionsgeschichte). Danach erhielt er ein Stipendium der Notgemeinschaft der Deutschen Wissenschaft, mit dem er auch die Dioskuren als indogermanische Gottheiten herausstellen wollte. Er veröffentlichte viel in der Zeitschrift Germanien und interpretierte den Weihnachtsbaum in seinem bekanntesten Buch als urgermanisches Kultsymbol (Teil eines Baumkultes) und schlug Verbindungen von Sportveranstaltungen der NS-Zeit zu indogermanischen Kultspielen.
Dabei war er seit seiner Jugend von Ideen des Verlegers Eugen Diederichs, einem Freund seines Vaters, beeinflusst, die auf eine germanische Mythologisierung des Christentums hinausliefen. Weitere Einflüsse waren Ludwig Klages und der Niederländer Herman Wirth, dem er 1929 zuerst begegnete und dessen Assistent er Anfang der 1930er Jahre war. Er war schon als Schüler in rechtsextremen völkischen Kreisen aktiv und nach eigenen Worten schon 1924 beteiligt am Kampf gegen Separatisten im Rheinland. 1924/25 war er in der Deutsch-Völkischen Freiheitspartei, die mit der NSDAP verbunden war, und ab 1928 in der SA und im Nationalsozialistischen Deutschen Studentenbund. Am 19. August 1939 beantragte er die Aufnahme in die NSDAP und wurde zum 1. Dezember desselben Jahres aufgenommen (Mitgliedsnummer 7.320.760).
1934 unterstützte er Wirth in Berlin an der Universität bei der Verteidigung der Echtheit der Ura-Linda-Chronik, die allgemein als Fälschung galt und über die Wirth 1933 ein gleichnamiges Buch veröffentlicht hatte, und er war Mitglied im Arbeitskreis für biozentrische Forschung von Julius Deussen, die die Philosophie von Klages propagierten. Wegen seiner antichristlichen Einstellung hatte er keine Chance, sich in Bonn bei Clemen und dessen Nachfolger Gustav Mensching zu habilitieren, und spielte eine Zeit lang mit dem Gedanken, es bei Jakob Wilhelm Hauer in Tübingen zu versuchen. 1937 erhielt er aber eine Anstellung beim Ahnenerbe. 1938 übernahm er dort die Abteilung indogermanische Glaubensgeschichte (offiziell sollte er aber erst nach der Habilitation Abteilungsleiter werden). Er forschte dort mit seinen Mitarbeitern zu Feuerkult und Lichtbaum bei den Indogermanen, betrieb Quellensammlung (unter anderem Kanarische Inseln durch Otto Rössler und in Armenien, wo man Reste eines indogermanischen Kultes vermutete) und erstellte Bibliographien und erhielt einen gutbezahlten Forschungsauftrag von Reichsforstmeister Hermann Göring zur Erforschung von Wald und Baum in der indogermanischen Religion. 1939 habilitierte er sich in Tübingen und konnte eine drohende Schließung seiner Abteilung im Ahnenerbe abwenden, indem er sie teilweise an die Universität Tübingen verlagerte (in Zusammenarbeit mit Hauer). 1941 wurde er Dozent und 1942 außerordentlicher Professor in Straßburg. Dabei mischte er sich auch in Zusammenarbeit mit dem SD in lokale kirchliche Angelegenheiten im Elsass. Im November 1943 wurde er SS-Obersturmführer. Er wirkte auch beim Germanischen Wissenschaftseinsatz mit, bei dem in okkupierten „germanischen“ Ländern Freiwillige für die Waffen-SS angeworben wurden. 1944 setzte er sich bei Vorrücken der Alliierten von Straßburg nach Tübingen ab.
1953 wird er in Jürgen Spanuths Atlantis-Buch mit einer wohlmeinenden Einschätzung des Werks zitiert (überzeugend,.., kühn, .., wissenschaftlich ernstzunehmen). Er veröffentlichte weiter zum Beispiel im Jahrbuch für Symbolforschung und arbeitete seit 1961 als Fachreferent im höheren Bibliotheksdienst der Universitätsbibliothek Tübingen. 1971 ging er in den Ruhestand. Schon 1965 veröffentlichte er über Wilhelm Raabe, was er bis in die 1980er Jahre fortsetzte.

## Schriften
- Janus: ein Beitrag zur altrömischen Religionsgeschichte, Bonn 1932
- Die Fällung des Lebensbaums. Die Bekehrung der Germanen in völkischer Sicht, Berlin, Widukind-Verlag 1936
- Der Lichterbaum. Germanischer Mythos und deutscher Volksbrauch, Berlin: Widukind-Verlag 1938
- Sagen, Sinnbilder, Sitten des Volkes, Berlin: A. Boss 1942
- Vesta. Untersuchungen zum Indogermanischen Feuerkult, Archiv für Religionswissenschaft, Beihefte 2, Leipzig: B. G. Teubner 1943
- Wesen und Herkunft des Märchens: Märchen und Gnosis, Universitas, Jahrgang 4, 1949, S. 651–654
- Märchen und Megalithreligion, Frobenius-Institut, Frankfurt am Main 1950
- Raabe und Tieck. Essen: Verl. Die Blaue Eule 1985. (= Wilhelm Raabe-Studien; 1)